# Підрядник
Підря́дник або підря́дчик — сторона договору підряду, яка зобов'язується на свій ризик виконати певну роботу за завданням другої сторони (замовника).
В Україні права та обов'язки підрядника визначаються Цивільним кодексом.

## Генеральний підрядник і субпідрядник
Підрядник має право, якщо інше не встановлено договором, залучити до виконання роботи інших осіб (субпідрядників), залишаючись відповідальним перед замовником за результат їхньої роботи. У цьому разі підрядник виступає перед замовником як генеральний підрядник, а перед субпідрядником — як замовник.
Генеральний підрядник відповідає перед субпідрядником за невиконання або неналежне виконання замовником своїх обов'язків за договором підряду, а перед замовником — за порушення субпідрядником свого обов'язку.